# Tuần duyên Hoa Kỳ
Tuần duyên Hoa Kỳ hay Dương hải vệ Hoa Kỳ (tiếng Anh: United States Coast Guard hay viết tắt là USCG) là một quân chủng của quân đội Hoa Kỳ và là một trong 8 lực lượng đồng phục liên bang của Hoa Kỳ. Tuần duyên Hoa Kỳ là một lực lượng quân sự hoạt động vùng biển, đa nhiệm vụ và độc nhất trong số các quân chủng của Hoa Kỳ vì nó có sứ mệnh thi hành luật pháp ở vùng biển và đảm trách cả sứ mệnh của một cơ quan trông coi việc giám sát và quy định luật lệ liên bang. Nó hoạt động dưới quyền quản lý của Bộ An ninh Nội địa Hoa Kỳ trong thời bình và có thể được thuyên chuyển sang cho Bộ Hải quân Hoa Kỳ theo lệnh của Tổng thống Hoa Kỳ hay Quốc hội Hoa Kỳ trong thời chiến.
Tuần dương Hoa Kỳ được Alexander Hamilton thành lập trong vai trò của Cơ quan Quan thuế Biển vào ngày 4 tháng 8 năm 1790. Tính đến tháng 8 năm 2009, lực lượng có khoảng 42.000 quân nhân hiện dịch, 7.500 quân nhân trừ bị, 29.000 nhân sự hỗ trợ, và 7.700 nhân viên dân sự toàn thời gian.
Vai trò thường trực của Tuần dương Hoa Kỳ là trông coi biển, an ninh biển, và an toàn biển.
Khẩu hiệu của Tuần duyên là "Semper Paratus" trong tiếng Latin có nghĩa là "luôn sẵn sàng".

## Sứ mệnh

### Vai trò

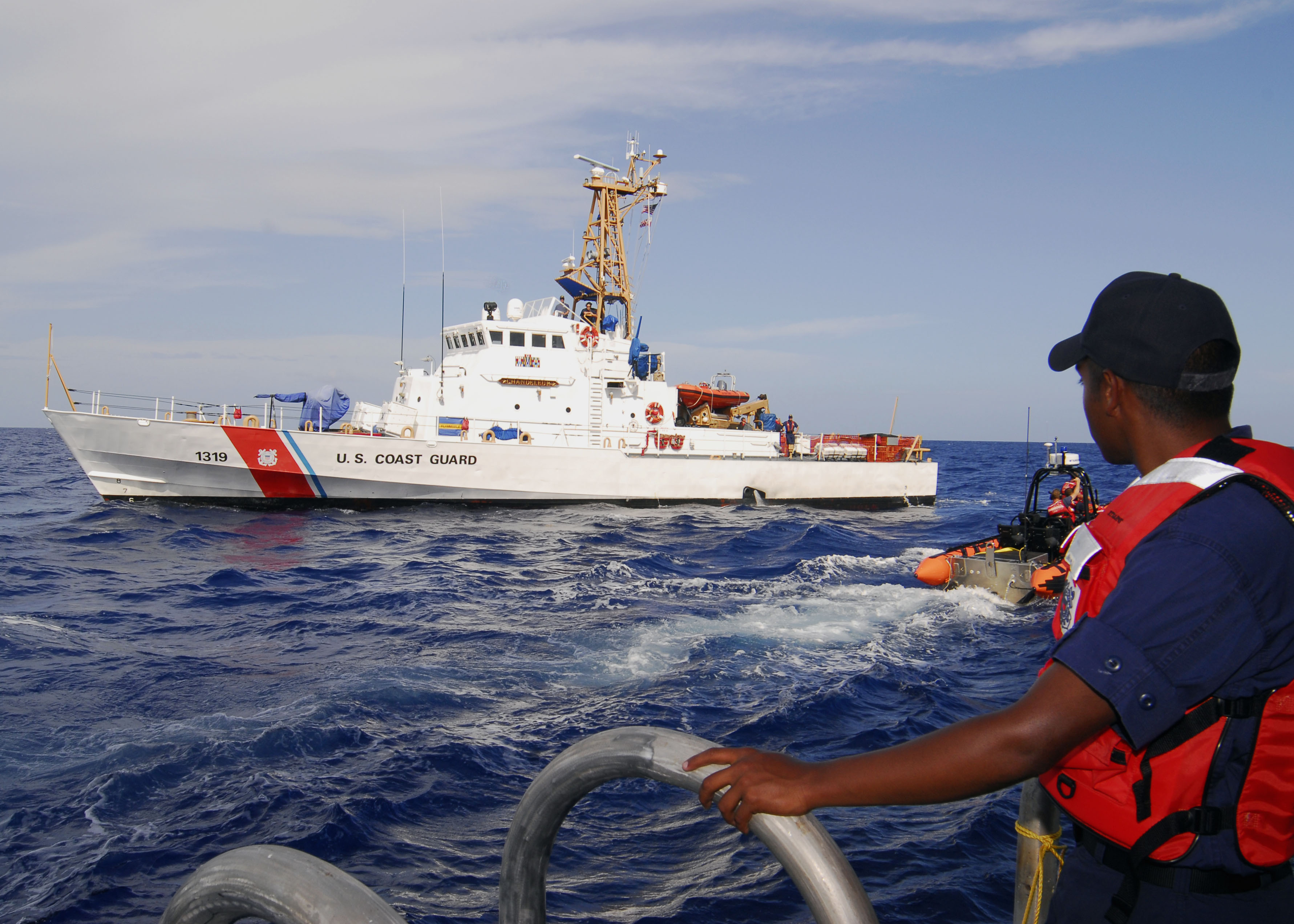
Một nhân viên của Tuần duyên đứng nhìn từ bên hông tàu trong lúc một tàu nhỏ từ chiếc hạm USCGC Bertholf (WMSL-750) khởi hành để nhận người từ chiếc hạm Chandeleur cũng của Tuần duyên.

Tuần duyên có vai trò về nội an vùng biển, thi hành luật pháp vùng biển, tìm kiếm và giải cứu, bảo vệ môi trường biển, bảo quản sông, giúp giao thông hàng hải dọc theo duyên hải và ngoài khơi.
Trong khi đa số các lực lượng quân sự khác của Hoa Kỳ dành thời gian huấn lệnh cho chiến tranh hay tham chiến thì Tuần duyên Hoa Kỳ được triển khai làm việc mỗi ngày. Với việc tổ chức không mang tính tập quyền, nhiều trách nhiệm được giao cho thậm chí các sĩ quan cấp thấp, Tuần duyên Hoa Kỳ luôn được hoan nghênh vì sự phản ứng nhanh và tùy cơ ứng biến của mình trong 1 phạm vi rất lớn các tình trạng khẩn cấp. Trong một bài báo đăng trong tạp chí Time năm 2005 theo sau bão Katrina, tác giả bài báo có viết "sự đóng góp quý giá nhất của Tuần duyên đối với một nỗ lực quân sự khi tai ương xảy ra có thể là một kiểu mẫu của sự linh động, và hơn hết nhất đó là tinh thần." Wil Milam, một tay bơi cứu nạn từ Alaska nói với tạp chí rằng "Trong Hải quân, tất cả đều là sứ mệnh. Huấn luyện để chiến đấu. Trong Tuần duyên, nó có ý nghĩa là trông nom nhân dân của chúng ta và sứ mệnh này sẽ tự chăm nom lấy chính mình."

### Những sứ mệnh
Tuần duyên Hoa Kỳ đảm trách ba vai trò căn bản mà rồi được phân xuống thành 11 sứ mệnh theo luật định. Ba vai trò đó là:
- An toàn biển
- An ninh biển
- Trông coi biển

Mười một sứ mệnh luật định được chia thành các sứ mệnh nội an và các sứ mệnh không phải nội an:

#### Các sứ mệnh không thuộc nội an
- An toàn biển
- Tìm kiếm và cứu nguy
- Hỗ trợ giao thông hàng hải

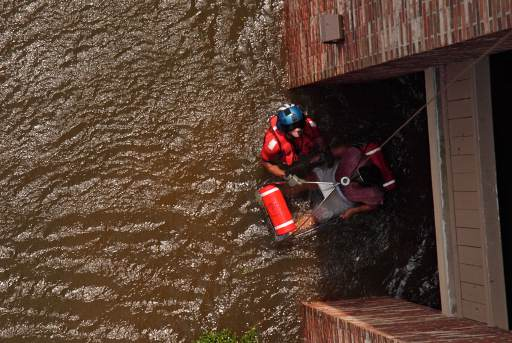
Một thành viên của Tuần duyên Hoa Kỳ đang giải cứu một phụ nữ có thai

- Tài nguyên sống của biển (thi hành luật về đánh bắt cá)
- Bảo vệ môi trường biển
- Hoạt động phá băng

#### Các sứ mệnh nội an
- An ninh duyên hải, đường sông và cảng
- Chặn bắt thuốc gây nghiện
- Chặn bắt nhập cư bất hợp pháp
- Sẵn sàng phòng vệ
- Thi hành luật pháp khác

### Tìm kiếm và giải cứu
Mặc dù đây không phải là lực lượng lâu đời nhất nhưng sứ mệnh tìm kiếm và cứu nguy là một trong những sứ mệnh nổi bật nhất của Tuần duyên. Chương trình Tìm kiếm và Cứu nguy Quốc gia đã ấn định Tuần duyên Hoa Kỳ là cơ quan liên bang có trách nhiệm trông coi về những hoạt động tìm kiếm và cứu nguy trên biển và Không quân Hoa Kỳ là cơ quan liên bang chiu trách nhiệm về các hoạt động tìm kiếm và cứu nguy trong nội địa. Cả hai cơ quan này đều có duy trì các trung tâm điều hợp cứu nguy cho mục đích này. Cả hai đều có trách nhiệm tìm kiếm và cứu nguy quân sự lẫn dân sự.

### Trung tâm Phản ứng Quốc gia
Được điều hành bởi Tuần duyên Hoa Kỳ, Trung tâm Phản ứng Quốc gia (NRC) Lưu trữ ngày 18 tháng 2 năm 2014 tại Wayback Machine là điểm liên lạc duy nhất thuộc chính phủ Hoa Kỳ để báo cáo về tất cả các sự kiện vệ ô nhiễm môi trường như tràn dầu trên biển, phóng xạ hay chất hóa học thoát ra môi trường, chất ô nhiễm gây hậu quả cho hệ sinh thái,...ở bất cứ nơi đâu trên nội địa Hoa Kỳ hay các lãnh thổ của Hoa Kỳ.

### Vai trò lực lượng vũ trang

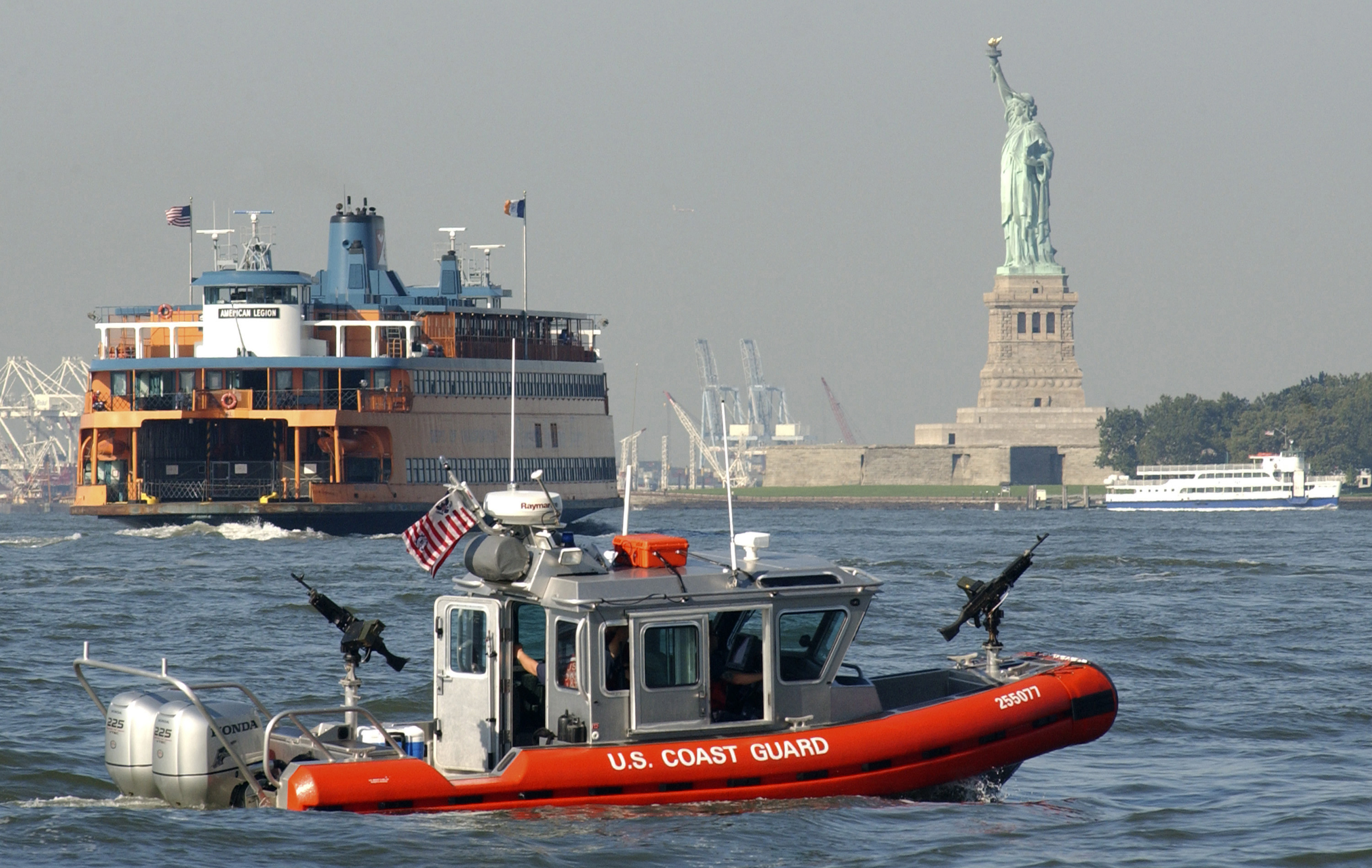
Một tàu tuần tra nhỏ của Tuần duyên Hoa Kỳ đang tuần tra bến cảng thành phố New York.

Năm lực lượng đồng phục hình thành nên các lực lượng vũ trang Hoa Kỳ được định nghĩa trong Mục 101, Điều 10, Bộ luật Hoa Kỳ:

Thuật từ "các lực lượng vũ trang" có nghĩa là Lục quân, Hải quân, Không quân, Thủy quân lục chiến và Tuần duyên.

Tuần duyên Hoa Kỳ được định nghĩa chi tiết hơn trong Mục 1, Điều 14, Bộ luật Hoa Kỳ:

Tuần duyên, như được thành lập vào ngày 28 tháng 1 năm 1915, sẽ là một lực lượng quân sự và là một quân chủng của các lực lượng vũ trang của Hoa Kỳ trong mọi thời gian. Tuần duyên sẽ là một lực lượng nằm trong Bộ Nội an, trừ khi lúc hoạt động trong vai trò một lực lượng thuộc Hải quân.

Cách tổ chức và hoạt động của Tuần duyên được ấn định trong Điều 22 Bộ luật Quy định Liên bang.
Ngày 25 tháng 2 năm 2003, Tuần duyên được đặt dưới quyền của Bộ Nội an Hoa Kỳ. Tuần duyên báo cáo trực tiếp với Bộ trưởng Nội an Hoa Kỳ. Tuy nhiên trong thời chiến, dưới sự hướng dẫn của Quốc hội Hoa Kỳ hay Tổng thống Hoa Kỳ, Tuần duyên có thể được đặt dưới quyền của Bộ Quốc phòng Hoa Kỳ và sẽ trở thành một lực lượng quân sự của Bộ Hải quân Hoa Kỳ.
Trong vai trò là thành viên quân sự, các nhân sự Tuần duyên hiện dịch và trừ bị phải tuân theo quân luật chung của quân đội và nhận lương bổng giống như các bậc lương tương tự của các lực lượng đồng phục khác.
Lực lượng này đã tham gia vào mọi cuộc xung đột chính của Hoa Kỳ từ năm 1790 cho đến ngày nay trong đó có cuộc đổ bộ D-Day và trên các đảo Thái Bình Dương trong Chiến tranh thế giới thứ hai, tuần tra và bắn phá bờ biển trong Chiến tranh Việt Nam, và nhiều vai trò khác trong Chiến dịch Iraq Tự do. Các chiến dịch chặn bắt ngoài biển, ann ninh duyên hải, an ninh giao thông hàng hải, và thi hành luật trên biển là những vai trò chính của lực lượng trong các cuộc xung đột mới đây tại Iraq.
Ngày 17 tháng 10 năm 2007, Tuần duyên cùng tham gia với Hải quân Hoa Kỳ và Thủy quân lục chiến Hoa Kỳ áp dụng một chiến lược biển mới có tên gọi là Chiến lược Hợp tác Hải lực Thế kỷ 21 nhằm nâng cao tầm quan trọng trong việc ngăn ngừa chiến tranh cùng cấp độ triết lý với sự tiến hành chiến tranh. Chiến lược mới này vạch ra một đường hướng chung cho Hải quân, Thủy quân lục chiến và Tuần duyên cùng làm việc với nhau và với đồng sự quốc tế để ngăn ngừa các cuộc khủng hoảng vùng do con người gây ra hay do thiên tai, không cho xảy ra hoặc là phải phản ứng nhanh nếu có xảy ra để ngăn ngừa ảnh hưởng bất lợi cho Hoa Kỳ.

### Vai trò cơ quan thi hành luật pháp

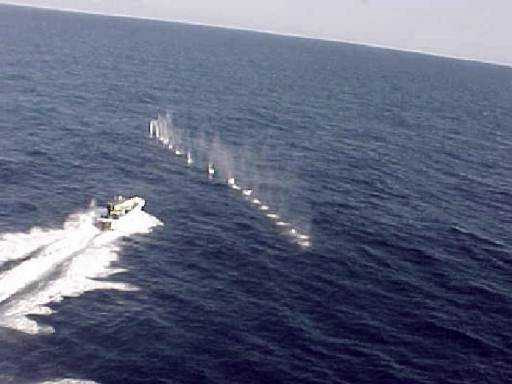
Trực thăng của Tuần duyên Hoa Kỳ bắn cảnh cáo các kẻ buôn lậu đang trên một chiếc tàu.<

Mục 2, Điều 14, Bộ luật Hoa Kỳ cho phép Tuần duyên Hoa Kỳ thi hành luật liên bang. Quyền lực này được nói thêm trong Mục 89, Điều 14, Bộ luật Hoa Kỳ cho phép các sĩ quan, hạ sĩ quan của Tuần duyên quyền hạn thi hành luật pháp. Không như các quân chủng khác bị ngăn cấm về quyền hạn thi hành luật pháp theo Đạo luật Posse Comitatus và chính sách của Bộ Quốc phòng Hoa Kỳ, theo Mục 1385, Điều 18 thì Tuần duyên Hoa Kỳ được miễn trừ và không bị giới hạn bởi Đạo luật Posse Comitatus.
Quyền hạn thi hành luật pháp cũng được nói thêm trong Mục 143, Điều 14 và Mục 1401, Điều 19 cho quyền các sĩ quan và hạ sĩ quan của Tuần duyên Hoa Kỳ, cả hiện dịch và trừ bị, quyền hạn thi hành luật pháp trong vai trò các viên chức thuế quan liên bang. Điều này đặt họ dưới Mục 1589a, Điều 19, Bộ luật Hoa Kỳ, cho phép các viên chức hải quan quyền hạn thi hành luật tổng quát bao gồm quyền:

(1) mang vũ khí; 

(2) thi hành và phục vụ bất cứ mệnh lệnh, lệnh khám xét, trát đòi hầu tòa hay những xúc tiến nào khác mà do chính phủ Hoa Kỳ phát lệnh; 

(3) thực hiện việc bắt giữ mà không cần lệnh khi có sự hiện diện của nhân viên công vụ đối với bất cứ vi phạm nào chống lại Hoa Kỳ hay đối với một trọng tội mà theo luật Hoa Kỳ đã xảy ra lúc không có sự hiện diện của nhân viên thi hành công vụ và nếu người thi hành công vụ có cơ sở tin rằng người đó phải bị bắt vì đã thực hiện hay đang thực hiện một trọng tội; và

(4) thực thi các nhiệm vụ thi hành luật pháp khác mà Bộ trưởng Nội an Hoa Kỳ có thể giao phó. 

Các nhân viên của Tuần duyên có quyền pháp lý mang vũ khí được cấp cho công vụ ngay cả tại trạm và ngoài trạm. Trong thực tế việc mang vũ khí được cấp cho công vụ ngoài trạm hiếm khi xảy ra vì tại nhiều trạm Tuần duyên, các đơn vị trưởng thường muốn tất cả các vũ khí được cấp cho công vụ được cất lại tại trạm. Tuy nhiên, một phiên tòa cũng đã phán quyết rằng các sĩ quan trên tàu Tuần duyên mà là sĩ quan thi hành luật pháp thì có quyền mang vũ khí cá nhân lúc không làm nhiệm vụ để tự vệ.

## Lịch sử

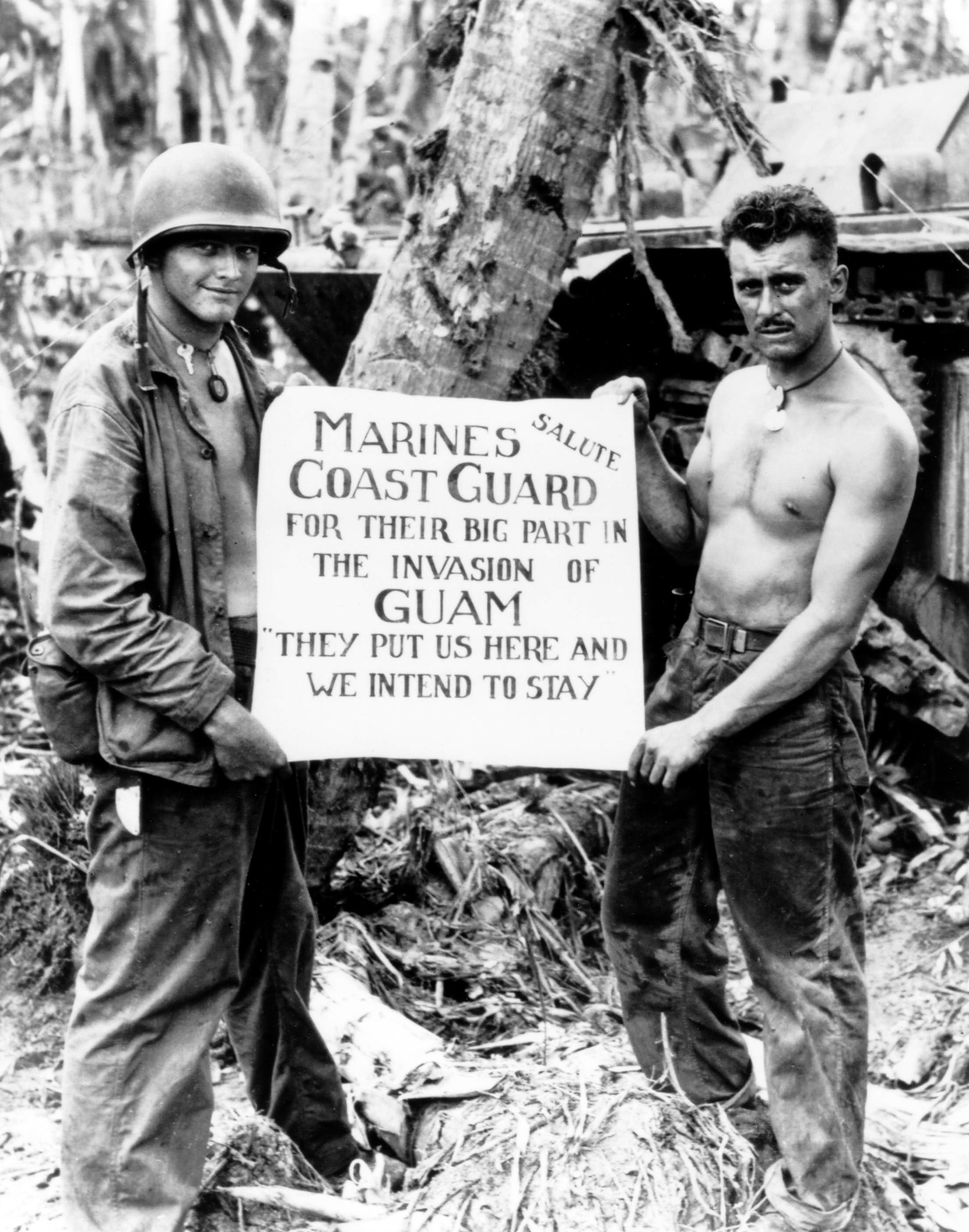
Thủy quân lục chiến Hoa Kỳ đang cầm một tấm biển có dòng chữ cảm ơn Tuần duyên Hoa Kỳ sau Trận Guam.

Nguồn gốc Tuần duyên Hoa Kỳ là từ Sở Quan thuế Biển Hoa Kỳ do Alexander Hamilton thành lập nằm dưới quyền của Bộ Ngân khố Hoa Kỳ vào ngày 4 tháng 8 năm 1790. Trạm Tuần duyên đầu tiên nằm ở Newburyport, Massachusetts. Cho đến khi tái thành lập Hải quân Hoa Kỳ năm 1798, Sở Quan thuế Biển Hoa Kỳ là lực lượng hải quân duy nhất của Hoa Kỳ thời xa xưa. Nó được thành lập để thu thuế từ nhóm người mới chính hiệu gồm những người buôn lậu yêu nước. Khi các viên chức này ra biển thì họ được lệnh là ngăn chặn cướp biển nhưng khi đang ở ngoài khơi thì họ có lẽ phải làm luôn nhiệm vụ cứu cấp bất cứ ai đang gặp nạn.
"Đệ nhất Hạm đội" là một cái tên thường hay được sử dụng không chính thức để chỉ Tuần duyên Hoa Kỳ mặc dù không có dấu hiệu nào cho thấy là Hoa Kỳ đã từng chính thức sử dụng cái tên này để ám chỉ Tuần duyên hay bất cứ thành phần nào của Hải quân Hoa Kỳ. Các tên gọi không chính thức này đã và đang vinh danh sự thật rằng giữa 1790 và 1798 không có Hải quân Hoa Kỳ và rằng các tàu của sở quan thuế, tiền thân của Tuần duyên Hoa Kỳ, là các chiến hạm duy nhất bảo vệ bờ biển, thương mại và các lợi ích biển của tân cộng hòa Hoa Kỳ.
Tuần duyên hiện đại có thể được nói là bắt đầu từ năm 1915 khi Sở Quan thuế được sáp nhập vào Sở Cứu nạn Hoa Kỳ (United States Life-Saving Service) và Quốc hội Hoa Kỳ chính thức hóa sự tồn tại của tổ chức mới này. Năm 1939, Sở Hải đăng Hoa Kỳ (United States Lighthouse Service) được sáp nhập vào Tuần duyên. Năm 1942, Cục Hàng hải và Kiểm tra Biển (Bureau of Marine Inspection and Navigation) được thuyên chuyển sang Tuần duyên. Năm 1967, Tuần duyên Hoa Kỳ được chuyển từ Bộ Ngân khố Hoa Kỳ sang bộ mới thành lập là Bộ Giao thông Hoa Kỳ và nằm dưới bộ này cho đến khi được chuyển sang Bộ Nội an Hoa Kỳ vào năm 2002 sau vụ tấn công của bọn khủng bố vào ngày 11 tháng 9 năm 2001.
Trong thời chiến, Tuần duyên hay các thành viên của nó có thể hoạt động như là một lực lượng của Bộ Hải quân Hoa Kỳ. Việc sắp xếp này có một căn bản lịch sử rộng lớn, thí dụ như Tuần duyên đã từng tham chiến trong các cuộc chiến như Chiến tranh 1812, Chiến tranh Mỹ-Mexico, và Nội chiến Hoa Kỳ mà vào lúc đó chiến hạm Harriet Lane đã khai hỏa từ biển đầu tiên để giải vây đồn Sumter. Lần cuối cùng Tuần duyên hoạt động với tư cách toàn phần dưới quyền của Hải quân Hoa Kỳ là trong Chiến tranh thế giới thứ hai. Thường trực hơn, các đơn vị tác chiến và quân sự của Tuần duyên sẽ hoạt động dưới quyền Hải quân Hoa Kỳ hay dưới quyền của các bộ tư lệnh hành quân hỗn hợp trong khi đó các đơn vị khác vẫn sẽ nằm dưới quyền của Bộ Nội an Hoa Kỳ.

## Tổng hành dinh
Tổng hành dinh của Tuần duyên Hoa Kỳ ở số 2100 Second Street, SW, Washington, D.C. gần Công viên Nationals và tiếp tục ở đó cho đến ít nhất là năm 2015. Tòa nhà phức hợp tổng hành dinh mới của Bộ Nội an Hoa Kỳ đang được xây cất trên khu đất củ của Bệnh viện St. Elizabeths nằm trong khu Anacostia, đông nam Washington, phía bên kia sông Anacostia River, cách tổng hành dinh hiện thời của Tuần duyên. Là một phần trong kế hoạch tập trung, Tuần duyên Hoa Kỳ sẽ là cơ quan đầu tiên của Bộ Nội an Hoa Kỳ được dời tổng hành dinh của mình vào bên trong tòa nhà phức hợp này.

## Nhân sự
Tên chính thức tiếng Anh để chỉ một thành viên mang quân phục của Tuần duyên Hoa Kỳ là "Coast Guardsman", không phân biệt nam hay nữ. Năm 2008, thuật từ "Guardian" được giới thiệu. "Coastie" là một từ không chính thức được dùng để chỉ các nhân sự hiện thời và các cựu thành viên. "Team Coast Guard" ám chỉ bốn thành phần của Tuân duyên thành một: chính quy, trừ bị, hỗ trợ và nhân sự dân sự của Tuần duyên.

### Sĩ quan
Sĩ quan của Tuần duyên có bậc lương từ O-1 đến O-10 trong đó O-10 là cao nhất và sử dụng cơ cấu quân hàm giống như Hải quân Hoa Kỳ. Sĩ quan có cấp bậc từ thiếu úy (O-1) đến thiếu tá (O-4) được xem là nhóm sĩ quan cấp thấp, cấp bậc trung tá (O-5) và đại tá (O-6) được xem là sĩ quan cao cấp, và từ chuẩn đô đốc (O-7) đến đô đốc (O-10) được xem là các sĩ quan chỉ huy. Tư lệnh Tuần duyên Hoa Kỳ là thành viên duy nhất của Tuần duyên giữ cấp bậc đô đốc.
Tuần duyên không có các sĩ quan quân y hay tuyên úy. Thay vào đó các viên chức ủy nhiệm của Đoàn Ủy nhiệm Y tế Công cộng Hoa Kỳ và các sĩ quan tuyên úy của Hải quân Hoa Kỳ được phái đến Tuần duyên để đảm trách các trách nhiệm vừa kể. Những người này sẽ mặc quân phục Tuần duyên nhưng thay quân hiệu của Tuần duyên bằng quân hiệu ngành của mình.
| Cơ cấu cấp bậc sĩ quan của Tuần duyên Hoa Kỳ | Cơ cấu cấp bậc sĩ quan của Tuần duyên Hoa Kỳ | Cơ cấu cấp bậc sĩ quan của Tuần duyên Hoa Kỳ | Cơ cấu cấp bậc sĩ quan của Tuần duyên Hoa Kỳ | Cơ cấu cấp bậc sĩ quan của Tuần duyên Hoa Kỳ | Cơ cấu cấp bậc sĩ quan của Tuần duyên Hoa Kỳ | Cơ cấu cấp bậc sĩ quan của Tuần duyên Hoa Kỳ | Cơ cấu cấp bậc sĩ quan của Tuần duyên Hoa Kỳ | Cơ cấu cấp bậc sĩ quan của Tuần duyên Hoa Kỳ | Cơ cấu cấp bậc sĩ quan của Tuần duyên Hoa Kỳ | Cơ cấu cấp bậc sĩ quan của Tuần duyên Hoa Kỳ |
| Đô đốc (ADM)                                 | Phó đô đốc (VADM)                            | Chuẩn đô đốc (RADM)                          | Chuẩn đô đốc (nửa dưới) (RDML)               | Đại tá (CAPT)                                | Trung tá (CDR)                               | Thiếu tá (LCDR)                              | Đại úy (LT)                                  | Trung úy (LTJG)                              | Thiếu úy (ENS)                               |                                              |
| O-10                                         | O-9                                          | O-8                                          | O-7                                          | O-6                                          | O-5                                          | O-4                                          | O-3                                          | O-2                                          | O-1                                          |                                              |
| -------------------------------------------- | -------------------------------------------- | -------------------------------------------- | -------------------------------------------- | -------------------------------------------- | -------------------------------------------- | -------------------------------------------- | -------------------------------------------- | -------------------------------------------- | -------------------------------------------- | -------------------------------------------- |
|                                              |                                              |                                              |                                              |                                              |                                              |                                              |                                              |                                              |                                              |                                              |

### Cấp chuẩn úy
Những hạ sĩ quan có bậc lương từ E-6 đến E-9 đạt tiêu chuẩn cao và có ít nhất 8 năm kinh nghiệm có thể cạnh tranh hàng năm để được bổ nhiệm thành một warrant officer, tương đương cấp chuẩn úy trong tiếng Việt. Những ứng viên thành công sẽ được một ban đặt trách chọn lựa và thăng cấp lên Chuẩn úy 2 (chief warrant officer 2), phục vụ một trong 16 ngành nghiệp vụ. Theo thời gian thì một chuẩn úy có thể được thăng đến cấp bậc chuẩn úy 3 và 4. Các cấp bậc chuẩn úy 1 (WO-1) và chuẩn úy 5 (MCWO-5) hiện tại không có sử dụng trong Tuần duyên. Cấp bậc chuẩn úy có thể tham dự tranh tài trong chương trình đào tạo sĩ quan. Nếu được chọn thì sẽ được thăng lên chức đại úy (O-3E). Chữ "E" là dùng để chỉ thành viên sĩ quan này đã từng phục vụ trên bốn năm ở cấp bậc chuẩn úy và sẽ cho phép người này nhận bậc lương cao hơn bậc đại úy bình thường.
|  |  |  |

### Hạ sĩ quan và binh sĩ
Thành viên từ hạ sĩ quan xuống đến binh sĩ được gọi chung trong tiếng Anh là enlisted personnel có bậc lương từ E-1 đến E-9 trong đó bậc lương E-9 là cao nhất. Tất cả các thành viên có bậc lương E-4 và cao hơn được xem là cấp hạ sĩ quan và phát triển nghiệp vụ của mình cũng giống như các cấp bậc hạ sĩ quan của Hải quân Hoa Kỳ.
|  |  |  |  |  |  |  |  |  |

|  |  |  |

### Phụ nữ trong Tuần duyên
SPARS (có nghĩa trụ lại một chỗ) là lực lượng nữ trừ bị của Tuần duyên Hoa Kỳ được thành lập vào ngày 23 tháng 11 năm 1942 bằng Công luật số 773 do Tổng thống Franklin Delano Roosevelt ký. Cái tên này có vẽ như tương phản lại khẩu hiệu của Tuần duyên Hoa Kỳ Semper Paratus, có nghĩa là "luôn sẵn sàng". Giống như các lực lượng nữ trừ bị khác, thí dụ như Quân đoàn Nữ Lục quân (Women's Army Corps) và WAVES, nó được thành lập để thay thế nam phải đi ra ngoài để chiến đấu ở hải ngoại. Người điều hành đầu tiên của lực lượng này là đại tá Dorothy C. Stratton và bà là người có công chọn ra tên cho lực lượng. Chiến hạm của Tuần duyên Hoa Kỳ USCGC Spar (WLB-206) được đặt tên theo tên của lực lượng SPARS.

### Huấn luyện

#### Đào tạo nhân sự
Học viện Tuần duyên Hoa Kỳ là một học viện quân sự bốn năm nằm ở New London, Connecticut. Khoảng 225 học viên tốt nghiệp mỗi năm và nhận cấp bằng cử nhân khoa học cũng như được ủy nhiệm thành một sĩ quan cấp bậc thiếu úy trong Tuần duyên Hoa Kỳ. Mỗi học viên tốt nghiệp bị bắt buộc phục vụ ít nhất là 5 năm. Đa số học viên tốt nghiệp được giao làm nhiệm vụ trên các tàu Tuần duyên ngay sau khi tốt nghiệp trong vai trò sĩ quan quan sát trên sàn tàu hay sĩ quan tập sự. Có số ít hơn được giao nhiệm vụ học lái phi cơ tại Trạm Không lực Hải quân Pensacola, tiểu bang Florida hay làm việc trên bờ trong các khu vực trách nhiệm hay đơn vị tổng hành dinh của Tuần duyên Hoa Kỳ.
Ngoài học viện, các sĩ quan tương lai có thể vào Tuần duyên Hoa Kỳ qua Trường Ứng viên Sĩ quan. Trường này là khóa giảng dạy dài 17 tuần chuẩn bị cho các học viên phục vụ hữu hiệu trong vai trò của sĩ quan trong Tuần duyên. Ngoài việc dạy lý thuyết cho học viên cách sống quân sự, trường còn cung cấp một tầm mức rộng lớn gồm các thông tin kỹ thuật cao cần thiết để làm nhiệm vụ trong vai trò sĩ quan Tuần duyên.
Các học viên tốt nghiệp Trường Ứng viên Sĩ quan thường được ủy nhiệm với cấp bậc thiếu úy nhưng có một số học viên xuất sắc có thể nhận cấp bậc trung úy hay đại úy, thậm chí thiếu tá. Học viên tốt nghiệp chính quy bị bắt buộc phục vụ ít nhất 3 năm trong khi học viên tốt nghiệp sĩ quan dự bị phải phục vụ 4 năm. Các học viên tốt nghiệp có thể được giao nhiệm vụ trên một chiến hạm, học lái phi cơ, một công việc văn phòng hay làm việc trên các trạm trên bờ.
Trường Ứng viên Sĩ quan là nơi cung cấp đa số sĩ quan cho Tuần duyên, và cũng là kênh chính cho các hạ sĩ quan vươn lên cấp bậc sĩ quan.
Các luật sư, kỹ sử, sĩ quan tình báo, phi công quân sự và các học viên của các học viện hàng hải cũng như các cá nhân nghiệp vụ khác cũng có thể được ủy nhiệm thành một sĩ quan qua chương trình sĩ quan ủy nhiệm trực tiếp.
Không giống các quân chủng khác, Tuần duyên Hoa Kỳ không có một chương trình nào dành cho huấn luyện sĩ quan trừ bị.

#### Huấn luyện tân binh
Tân binh được gởi đi huấn luyện 8 tuần tại Trung tâm Huấn luyện Tuần duyên Cape May ở Cape May, New Jersey. Tân binh đầu tiên trải qua ba ngày đầu tiên để làm thủ tục trong có hớt tóc, chích ngừa, nhận quân phục,...Trong thời gian này họ được tập đội ngũ và được chuẩn bị để nhập vào đại đội được chỉ định cho họ. Trong phần thời gian 8 tuần họ cũng trải nghiệm khóa huấn luyện gọi là "boot camp" để học kỹ năng phát triển thể lực và tinh thần đồng đội. Họ cũng được giới thiệu về cách Tuần duyên hoạt động với trọng tâm nhấn mạnh vào các giá trị trung tâm của Tuần duyên là một phần quan trọng của chương trình huấn luyện.
Hiện tại có chính mục tiêu huấn luyện tân binh là:
- Kỷ luật
- Kỹ năng quân sự
- Kỹ năng bắn súng
- Kỹ năng huấn nghệ và nghiệp vụ
- Thiên hướng quân sự
- Cường tráng thân thể và khỏe mạnh
- Khả năng bơi lội và tồn tại trong nước
- Tinh thần quả cảm
- Các giá trị trung tâm (danh sự, tôn trọng, và tận tụy với công việc)

#### Các trường nghiệp vụ
Sau khi tốt nghiệp trường huấn luyện tân binh, đa số thành viên được gởi đến đơn vị đầu tiên của họ trong lúc chờ lệnh tham dự khóa đào tạo cao cấp ở các trường hạng "A". Tại các trường hạng "A", các tân binh tốt nghiệp sẽ được huấn luyện theo điểm tốt nghiệp của họ. Các thành viên có điểm cao hay những ai được cho phép chọn trường hạng "A" có thể đi ngay đến trường hạng "A" ngay sau khi tốt nghiệp từ "boot camp".

### Nhân sự dân sự
Tuần duyên có trên 7.700 nhân viên dân sự đảm trách trên 200 loại công việc khác nhau trong đó có các nhân viên đặc biệt đặc trách điều tra của Tuần duyên, luật sự, kỹ sự, chuyên viên, nhân sự quản trị... Các nhân viên dân sự làm việc ở nhiều cấp bậc khác nhau để hỗ trợ nhiều sứ mệnh khác nhau của Tuần duyên Hoa Kỳ.

## Trang bị

### Tàu tuần duyên (tiếng Anh: "Cutter")

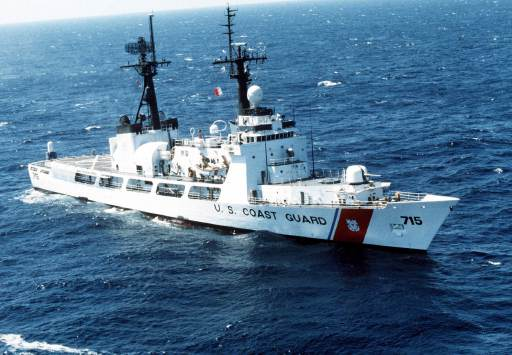
Tàu tuần duyên USCGC Hamilton (WHEC-715) dài 378 ft, được giao cho Tuần duyên Hoa Kỳ vào năm 1967

Ban đầu, Tuần duyên dùng thuật từ cutter trong ý nghĩa truyền thống để chỉ một loại tàu buồm nhỏ. Ngày nay họ chính thức dùng thuật từ này cho bất cứ tàu nào có thủy thủ đoàn thường trực và các tiện nghi hỗ trợ lâu dài cho thủy thủ đoàn đó, và tàu đó phải có chiều dài ít nhất là 65 ft (20 mét).
- Tàu tuần duyên phá băng lớp Polar (WAGB): ba chiếc dùng để phá băng và nghiên cứu. Hai chiếc dài 399 ft (122 mét) (Polar Sea và Polar Star). Chiếc còn lại mới hơn dài 420 ft (130 mét) là Healy.[29][30]
- Tàu tuần duyên An ninh Quốc gia (WMSL): Đây là một lớp tàu tuần duyên mới dài 418 ft (127 mét), có ý định thay thế dần các tàu tuần duyên hạng nặng lớp Hamilton lỗi thời.
- Tàu tuần duyên hạng nặng (WHEC): đây là tàu tuần duyên lớp Hamilton dài 378 ft. Sử dụng cho các sứ mệnh như thi hành luật pháp, tìm kiếm và cứu nạn hay phòng vệ quân sự.
- Tàu tuần duyên hạng trung (WMEC): Đa số là các tàu tuần duyên dài 210 ft (64 mét) và 270 ft (82 mét) nhưng chiếc Alex Haley và chiếc Acushnet cũng nằm trong nhóm này. Chủ yếu dùng cho các sứ mệnh thi thành luật pháp, tìm kiếm và cứu nạn hay phòng vệ quân sự.
- USCGC Mackinaw (WLBB-30): Mackinaw là tàu phá băng hạng nặng dài 240 ft (73 mét), được đóng để hoạt động trên vùng Ngũ Đại Hồ Bắc Mỹ.
- USCGC Eagle (WIX-327): Eagle là tàu buồm dài 295 ft, được dùng làm tàu huấn luyện cho các học viên và ứng viên sĩ quan của Học viện Tuần duyên Hoa Kỳ. Ban đầu nó được đóng ở Đức và có tên là Horst Wessel. Nó bị Hoa Kỳ chiếm được như chiến lợi phẩm vào năm 1945.[31]
- Tàu bảo trì phao nổi biển (WLB): Tàu bảo trì phao nổi biển lớp Juniper dài 225 ft (69 mét) được dùng để giúp thông thương hàng hải và cũng được dùng để hỗ trợ thi hành luật pháp, tìm kiếm và cứu nạn.
- Tàu tuần tra duyên hải (WPC): đây là loại tàu tuần tra duyên hải dài 179 ft (55 mét), được mượn từ Hải quân Hoa Kỳ.
- Tàu bảo trì phao nổi duyên hải (WLM): loại tàu bảo trì phao nổi lớp Keeper dài 175 ft (53 mét), được dùng để giúp thông thương hàng hải vùng duyên hải.
- Tàu phá băng lớp Bay(WTGB): đây là loại tàu phá băng dài 140 ft (43 mét) được dùng chính yếu cho các sứ mệnh phá băng nội địa. Các sứ mạng khác gồm có tìm kiếm và cứu nạn, thi hành luật pháp và giúp bảo trì hàng hải.[32]
- Tàu tuần tra nhỏ: có hai loại đang phục vụ là tàu tuần tra lớp Island dài 110 ft (34 mét) và lớp Marine Protector dài 87 ft (27 mét) [33][34]

### Phi cơ

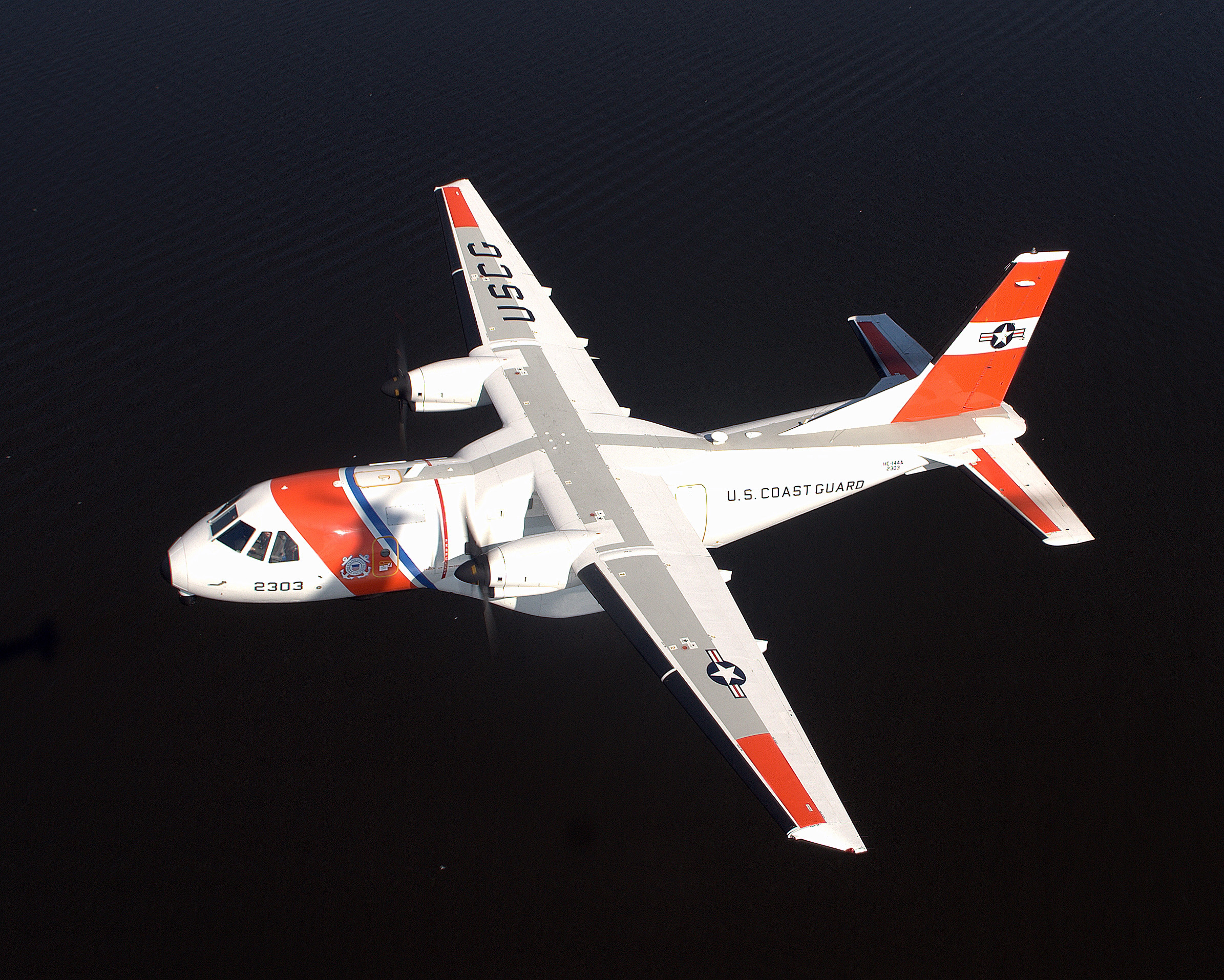
Phi cơ HC-144A Ocean Sentry (CASA CN-235-300 MP Persuader) đang bay.

Tuần duyên Hoa Kỳ có khoảng 210 phi cơ. Phi cơ cánh cố định hoạt động tại các Trạm Không lực cho các sứ mệnh kéo dài. Trực thăng hoạt động từ các trạm không lực và từ trên các tàu tuần duyên, có thể cứu cấp người hay chặn bắt các tàu buôn lậu. Kể từ khi có vụ tấn công khủng bố ngày 11 tháng 9 năm 2001, Tuần duyên đã phát triển thêm vai trò nổi bật của mình trong nhiệm vụ an ninh quốc gia và hiện nay có các trực thăng vũ trang hoạt động trong các vùng nước có cấp độ rủi ro cao vì mục đích thi hành luật pháp biển và chống khủng bố. Tuần duyên đã thông báo rằng họ đang phát triển một chương trình phi cơ không người lái để sử dụng cho các hoạt động an ninh nội địa, tìm kiếm và cứu nạn.
Tuần duyên có các loại phi cơ sau:
- Lockheed HC-130 Hercules
- CASA HC-144A Ocean Sentry
- Dassault HU-25A Guardian [35]
- Sikorsky HH-60J Jayhawk [36]
- Aérospatiale HH-65 Dolphin

### Tàu nhỏ

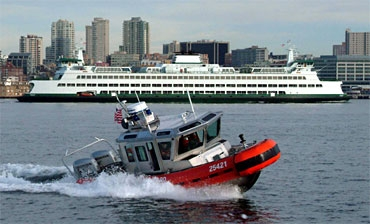
Tàu nhỏ lớp Defender dài 25 ft (8 mét) của Tuần duyên Hoa Kỳ ở Trạm Tuần duyên Seattle

Tuần duyên Hoa Kỳ có khoảng 1.400 tàu nhỏ (boat)có độ dài ngắn hơn 65 ft (20 mét), thường được dùng gần bờ và trên các thủy lộ nội địa.

### Vũ khí nhẹ
Tuần duyên Hoa Kỳ sử dụng nhiều loại vũ khi nhẹ. Súng lục, súng trường được trang bị cho các thủy thủ. Súng máy được trang bị trên các tàu lớn nhỏ và trực thăng.
Các loại vũ khí nhẹ gồm có:
- Súng lục Glock18 DAK
- Súng Remington M870P
- Súng trường M16A4
- Súng M4A1 Carbine
- Súng trường M14 Tactical
- Súng máy M240L
- Súng máy M2